# استودیو ان
استودیو ان (انگلیسی: Studio N) شرکت تابعهٔ وب‌تون انترتینمنت آی‌ان‌سی. است و در اوت ۲۰۱۲ تأسیس شد و فیلم‌ها و مجموعه‌های تلویزیونی بر پایه وب‌تونهای کره‌ای را تولید می‌کند. این شرکت تابعه به ریاست کوان می کیونگ، رئیس سابق بخش تجاری فیلم شرکت سی‌جی ئی‌ان‌ام است.
از جمله درام‌ها می‌توان به غریبه‌هایی از جهنم و فروشگاه پگاسوس اشاره کرد.